# Глинистый сланец

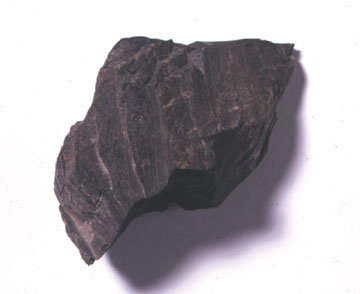
Кусок глинистого сланца

Глинистый сланец — твёрдая глинистая порода явственно сланцеватого сложения, тёмно-серого, чёрного, реже красноватого или зеленоватого цвета. Сложен из очень мелких частиц различных глинистых минералов (гидрослюд, хлорита и др.), ориентированных, как правило, строго параллельно. Не размокает в воде.
В России сорта глинистого сланца, наиболее полезные в техническом отношении, а также наибольшие его месторождения) известны на Кавказе и Урале.

## Описание

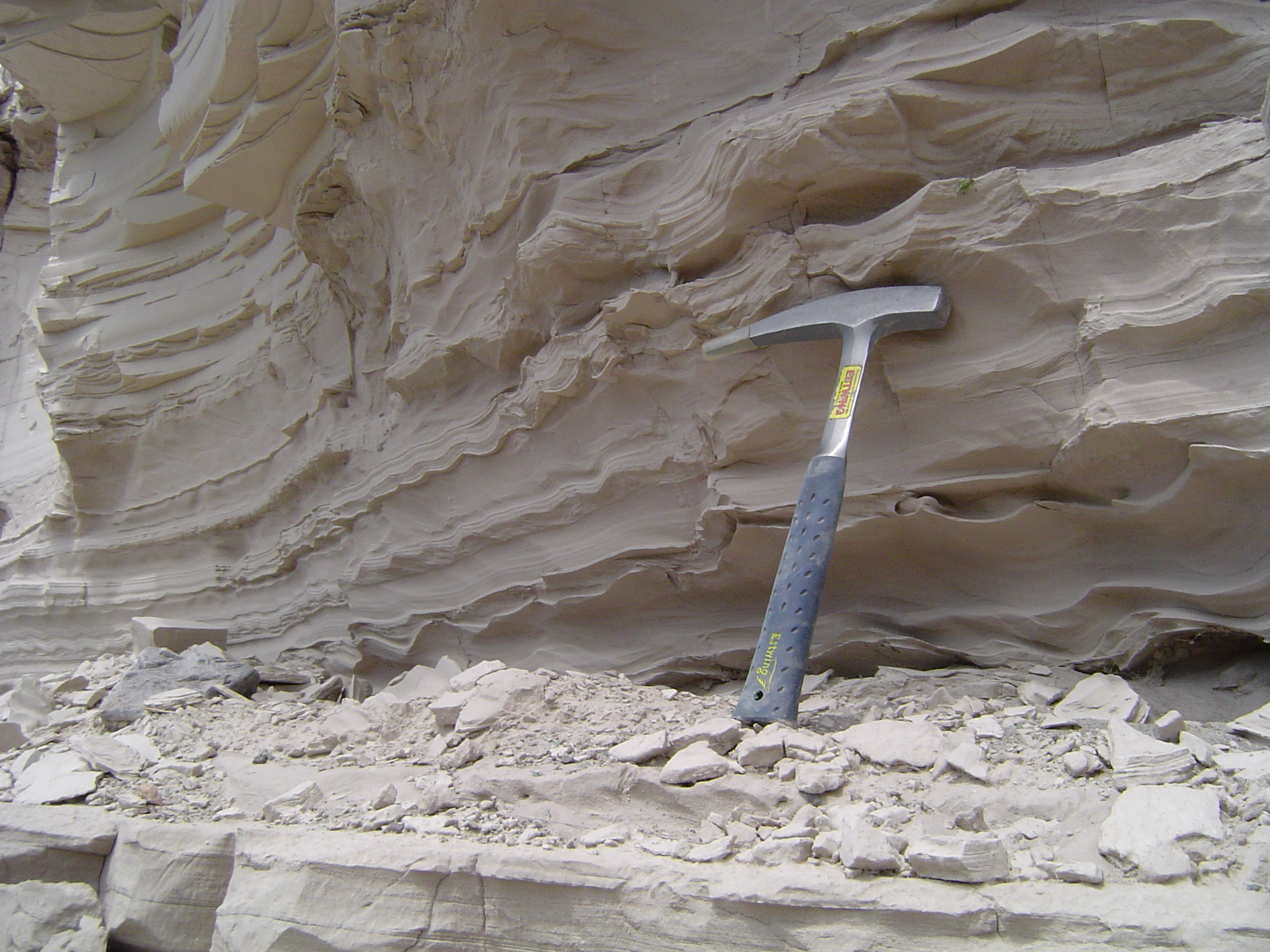
Глинистый сланец, Монтана, США

Встречается в самых древних геологических отложениях и представляет собой уплотнённую и изменённую давлением и позднейшими метаморфическими процессами глину. При дальнейшем воздействии может преобразоваться в хлоритовые сланцы или филлиты. В однородной массе его нередко выдаются кристаллы серного колчедана, прожилки кварца и зёрна известкового шпата. Микроскоп открывает, сверх того, в этой породе постоянную примесь зёрен кварца, листочков слюды, желтоватых, характерных для глинистого сланца иголочек рутила и многие менее распространенные минералы. Чёрные глинистые сланцы образуются при пониженном уровне кислорода или при его отсутствии.
По строению, физическим свойствам и минералогическому составу различают:
- кровельный и аспидный сланцы (первый серого, второй чёрного цвета); легко колются на тонкие ровные пластинки, имеют обширное техническое применение;
- грифельный сланец — мягкий, серый, колется на длинные столбики;
- точильный сланец — очень твёрдый, богатый кремнезёмом, желтовато- или зеленовато-серого цвета;
- рисовальный сланец — мягкий, чёрный, богатый углистым веществом;
- квасцовый сланец — чёрный, рыхлый, проникнут углистым веществом и серным колчеданом.

## Применение
- в электротехнической промышленности как сырьё для изготовления низковольтных щитков, рубильников;
- в строительной промышленности как кровельный материал, в измельчённом и обожжённом виде используется в качестве наполнителя отдельных сортов бетона, в производстве стенных блоков и бронированного рубероида[2];
- может служить материалом для итальянского карандаша;
- Вазари указывает, что плиты сланца использовались как основа для живописи маслом, потому что она при этом сохраняется лучше, чем на любых других материалах[3].